# ニコライ・シチョーロコフ
ニコライ・アニシモヴィッチ・シチョーロコフ（ロシア語: Никола́й Ани́симович Щёлоков、ラテン文字表記の例：Nikolai Anisimovich Chelokov、1910年11月26日 - 1984年12月13日）は、ソビエト連邦の政治家。上級大将（剥奪）。16年間に渡って、レオニード・ブレジネフとユーリ・アンドロポフの時代に公共秩序警備大臣（内務大臣）を務めたが、汚職により失脚した。

## 経歴
1910年11月26日にロシア帝国のアルマズナヤ村にて、冶金工の家庭に誕生する。1931年からソビエト連邦共産党員となった。1933年にドニエプロペトロフスク冶金大学を卒業し、ウクライナの冶金工場で技師や職長として働く。
- 1938年 - ウクライナ共産党（ボリシェヴィキ）クラスノグヴァルジェイスキー地区委員会第一書記
- 1939年 - ドニエプロペトロフスク市執行委員会議長
- 1941年 - 赤軍に入隊し、第二次世界大戦に従軍
- 1946年 - ウクライナ・ソビエト社会主義共和国地方産業次官
- 1947年 - ウクライナ共産党中央委員会事務局で働く。
- 1951年 - モルドバ・ソビエト社会主義共和国閣僚会議第一副議長（第一副首相）
- 1957年～1958年及び1962年～1965年 - モルドバ人民経済会議議長
- 1965年 - モルドバ閣僚会議第一副議長（第一副首相）
- 1965年 - モルドバ共産党中央委員会第二書記

1966年から公共秩序警備大臣（内務大臣）。1966年からソ連共産党中央委員会委員候補、1968年4月から中央委員。第4期～第9期最高会議代議員。
1982年11月10日のレオニード・ブレジネフ書記長の死後、シチョーロコフは汚職事件の捜査と関連して1982年12月に内務大臣を罷免された。後任の内務大臣となったヴィタリー・フェドルチュクは、シチョーロコフ時代の内務省の活動を点検し、多数の職権濫用の事例を発見した。
- 1984年2月19日 - 妻のスヴェトラーナが自殺した。
- 1984年6月 - 党中央委員会から外された。
- 1984年11月 - 上級大将の階級を剥奪された。
- 1984年12月7日 - 党から除籍され、戦闘関連の勲章と社会主義労働英雄の称号を除く全ての勲章が剥奪された。
- 1984年12月13日 - 自殺。

## 叙勲など
社会主義労働英雄。レーニン勲章3個、赤旗勲章2個、二等ボグダン・フメリニツキー勲章、一等祖国戦争勲章、労働赤旗勲章、赤星勲章を受章。経済科学博士。